# Titularbistum Vardimissa
Vardimissa ist ein Titularbistum der römisch-katholischen Kirche.
Es geht zurück auf einen untergegangenen Bischofssitz in der gleichnamigen antiken Stadt, die in der römischen Provinz Mauretania Caesariensis (heute nördliches Algerien) lag.
| Titularbischöfe von Vardimissa |                                  |                                                                     |                   |                  |
| Nr.                            | Name                             | Amt                                                                 | von               | bis              |
| 1                              | José Freire Falcão               | Koadjutorbischof von Limoeiro do Norte (Brasilien)                  | 24. April 1967    | 19. August 1967  |
| 2                              | Bruno-Augustin Hippel SAC        | emeritierter Bischof von Oudtshoorn (Südafrika)                     | 2. Oktober 1969   | 7. November 1970 |
| 3                              | Alano Maria Pena OP              | Prälat von Marabá (Brasilien)                                       | 7. April 1975     | 26. Mai 1978     |
| 4                              | Alfredo Ernest Novak CSsR        | Weihbischof in São Paulo (Brasilien)                                | 19. April 1979    | 15. März 1989    |
| 5                              | Jan Martyniak                    | Weihbischof in Przemyśl (Polen)                                     | 20. Juli 1989     | 16. Januar 1991  |
| 6                              | Diómedes Antonio Espinal de León | Weihbischof in Santiago de los Caballeros (Dominikanische Republik) | 20. April 2000    | 24. Mai 2006     |
| 7                              | Mosè Marcia                      | Weihbischof in Cagliari (Italien)                                   | 3. Juni 2006      | 21. April 2011   |
| 8                              | Alejandro Pablo Benna            | Weihbischof in Comodoro Rivadavia (Argentinien)                     | 28. November 2017 | 9. Juli 2021     |